# Anguitia
Anguitia est une divinité vénérée par les Marses.

## Description
Experte en l'art de préparer des poisons et contrepoisons, douée pour charmer les serpents, elle sait les paroles magiques qui écartent les démons. Mais, hormis cela, on ne connaît mal ses attributs exacts.
On l'assimile souvent, dans les légendes hellénistiques, à Circé et à Médée.